# Pârâul Mare, Verehia
Pârâul Mare este un curs de apă, afluent al râului Verehia

## Hărți
- Harta județului Suceava